# 陈珪如
陈珪如（1907年—1986年），女，福建闽侯人，中国哲学家，曾任复旦大学哲学系教授。

## 家庭
丈夫胡曲园。